# ルイ＝コンスタンティン・ボワスロ
ルイ＝コンスタンティン・ボワスロ（Louis-Constantin Boisselot, 1809年3月11日 – 1850年6月5日マルセイユ）は、モンペリエで生まれたフランスのピアノ製作者。 1835年11月、彼はマルセイユの商人の娘フォルトゥネ・フナロと結婚した。彼らの息子マリー＝ルイ＝フランソワ・ボワスロ（1845年 –1902年）は、家族の長年の友人であるフランツ・リスト（1811年 – 1886年）が名付け親だったことに因み、単にフランツと呼ばれた。1844年のパリ博覧会で、彼はスタインウェイが1874年に再導入した「ソステヌート・メカニズム」に先行する、「ペダル・トーン」を備えたピアノを発表した。彼の事業は、19世紀後半まで彼の家族の世代を超えて引き継がれた。
ヴァイマル古典財団のコレクションには、ボワスロ＆フィルス製作（1846年マルセイユ）のグランドピアノが含まれているが、これはフランツ・リストに贈られ、ヴァイマル時代に彼が作曲に用いたピアノである。リストがグザヴィエ・ボワスロに宛てた1862年の手紙には、この楽器に没頭する様子が「鍵盤は、過去、現在、未来の音楽の戦いを経てほとんど使い古されているが、私は決して取り替えはせずに、お気に入りの仕事仲間として私の最期まで保持しようと決心した」と表現されている。
ピアノ製作者のポール・マクナルティは、リストの私有したボワスロの1846年製ピアノの復元のために、ヴァイマル古典財団に選ばれた。その復元ピアノ製作は、南ドイツ政府が企画したリストの生誕200周年の記念であった。オリジナルと複製の両方とも、ヴァイマル古典財団の所有物である。